# La Sabina (película)
La Sabina es una película dramática española realizada en coproducción con Suecia y escrita y dirigida por José Luis Borau. Junto a Ángela Molina aparece un reparto internacional. Se estrenó en noviembre de 1979 y existe una versión en lengua inglesa. 

## Argumento
Un intelectual inglés viaja a un pueblo de la serranía andaluza para investigar la desaparición de un compatriota, perdido en aquella zona cien años atrás. Allí oye hablar de La Sabina, una misteriosa mujer dragón. Esa poderosa presencia femenina, la superstición y costumbres de una tierra mágica irrumpen en su vida y trastocan sus relaciones.
Fue rodada en diversos puntos de Andalucía, especialmente la Serranía de Ronda (entorno de la Cueva del Gato) y Cádiz, como el bello pueblo de Setenil de las Bodegas.

## Premios
35.ª edición de las Medallas del Círculo de Escritores Cinematográficos
| Categoría               | Persona         | Resultado |
| ----------------------- | --------------- | --------- |
| Mejor director          | José Luis Borau | Ganador   |
| Mejor actriz secundaria | Carol Kane      | Ganadora  |